# Sam Dower
Sam Dower, Jr. (ur. 6 listopada 1990 w Brooklyn Park) – amerykański koszykarz, występujący na pozycjach skrzydłowego oraz środkowego.
W sierpniu 2015 został zawodnikiem MKS Dąbrowy Górniczej. 11 sierpnia 2018 dołączył ponownie do zespołu z Dąbrowy Górniczej. We wrześniu po kilku sparingach doznał kontuzji.

## Osiągnięcia
Stan na 15 lutego 2018, na podstawie, o ile nie zaznaczono inaczej.
NCAA
- MVP turnieju WCC (2014)[4]
- Zaliczony do:
  - I składu:
    - WCC (2014)
    - turnieju WCC (2014)
    - najlepszych pierwszorocznych zawodników WCC (2011)
- Uczestnik meczu gwiazd NCAA – Reese's College All-Star Game (2014)